# Gaitelgrima di Capua
Gaitelgrima di Capua (fl. X secolo) è stata una principessa longobarda, vissuta nel X secolo.
Figlia di Atenolfo I di Capua, divenne la seconda moglie di Guaimario II di Salerno quando questi, principe di Salerno dal 901 al 946, decise di stringere un'alleanza con Capua, città successivamente annessa ai suoi domini. Dal matrimonio nacque Gisulfo I di Salerno.